# 踏刑

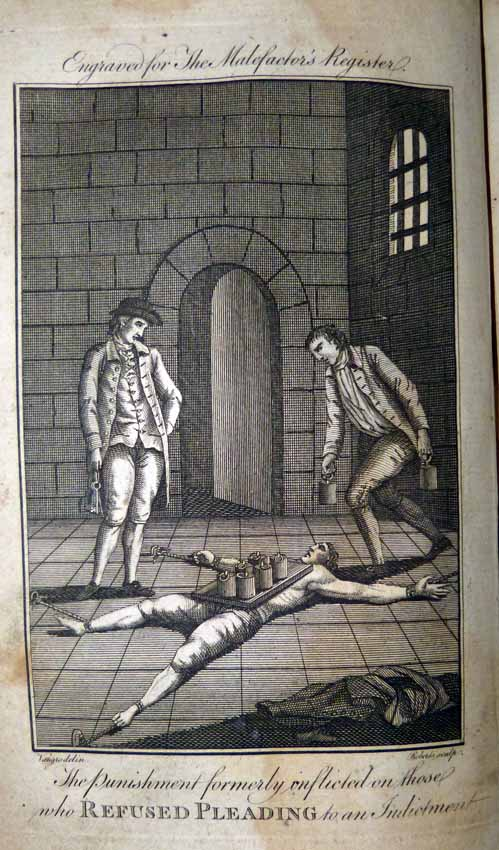
用踏刑逼供。1780年出版。

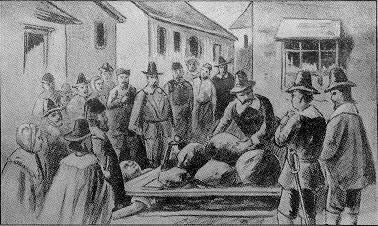
Giles Corey在塞勒姆審巫案中遭受踏刑而死。1892年出版。

踏刑（法語：peine forte et dure；hard and forceful punishment）是一種利用人或畜牲的踐踏來奪取受刑者性命的一種刑罰。踏刑在世界各地都有記錄，特別是出產大象的印度、泰國和古迦太基，這些國家都會讓身型笨重的大象把犯人踩死。
印度北部從前也有一個蘇丹，造了一台特別的夾板刑具。夾板分上、下兩層，每層重約300公斤，有垂直的路規相連，以方便移動上層的夾板。上層留有一個開口，用來固定犯人的頭部。蘇丹會叫妃嬪逐一踏上夾板的上層，直至夾在夾板之間的犯人被夾扁為止。當夾板站滿人的時候，約可容納150人。這個重量約數噸重，足以把人的骨頭也夾碎。

## 延伸閱讀
- McKenzie, Andrea. "'This Death Some Strong and Stout Hearted Man Doth Choose': The Practice of Peine Forte et Dure in Seventeenth- and Eighteenth-Century England". Law and History Review, Summer 2005, Vol. 23, No. 2, pp. 279–313.

## 外部連結
- Forfeiture in England and Colonial America
- The Proceedings of the Old Bailey, Reference Number: t16760823-6 (23 August 1676)